# 小决定暴政
小决定暴政（英語：tyranny of small decisions）是美国经济学家阿尔弗雷德·E·卡恩在1966年的一篇同名论文中提出的现象。这篇论文中指出：一些对于个人而言不需要做太多事情或花太多时间的决策，可以累积得到不理想的结果；由是，一系列对个体而言尚属理性的的小决定可以损害后来决策发生的条件，甚至使得所有可以令人接受的选项均不可逆转地被破坏。卡恩将这一现象描述为市场经济的普遍情形，且认为这一现象可能导致了市场失灵。这一概念被拓展到经济学以外，在环境退化、政治投票，乃至健康危机等议题上都有所使用。
小决定暴政的一个经典案例即为加勒特·哈丁在1968年提出的公地悲劇。公地悲剧中，一群牧民在公共地上放牛：尽管公共地的资源有限，承载的牛群数量过多会造成其不可逆地受损，从长远来看，破坏公共地对任何牧民均没有好处；但从牧民个人角度出发，纯粹为个人利益作出即时的理性的思考判断，破坏公共地而不需要承担多少损失反而成为一个更加有利的选项，因而多数人的即时的理性抉择最终导致公共地的资源被破坏殆尽。